# Villa Margherita (Trapani)

Magistrale

Villa Margherita ist der Name einer öffentlichen Parkanlage in der sizilianischen Hafenstadt Trapani. Sie wurde 1878, kurz nach Gründung des Königreiches auf Initiative der Stadtverwaltung unter seinem damaligen Bürgermeister Henry Fardella angelegt. Der Park wurde Margarethe von Italien gewidmet, die im Januar 1878 Königin Italiens geworden war. Seit 1889 ist er für die Öffentlichkeit zugänglich.
An dieser Stelle war zuvor ein Kastell gelegen, dass die Altstadt von Trapani vor dem feindlichen Hinterland geschützt hat.
Der Park in rechteckiger Grundform liegt zwischen der Altstadt mit ihren verwinkelten Gassen und der planmäßig errichteten neuen Stadt mit rechteckiger Grundstruktur einen Häuserblock vom Bahnhof entfernt. Der Park erstreckt sich in Nord-Süd-Richtung und ist mit einem hohen Zaun umgrenzt. Er wird bei Dunkelheit geschlossen. Die Längen der Außenkanten bemessen sich auf gut 100 × 200 Meter, die Fläche beträgt 21.000 m2. An allen vier Seiten existiert genau in der Mitte ein Zugang. Der Hauptzugang liegt am nördlich verlaufenden Viale Regina Margherita.

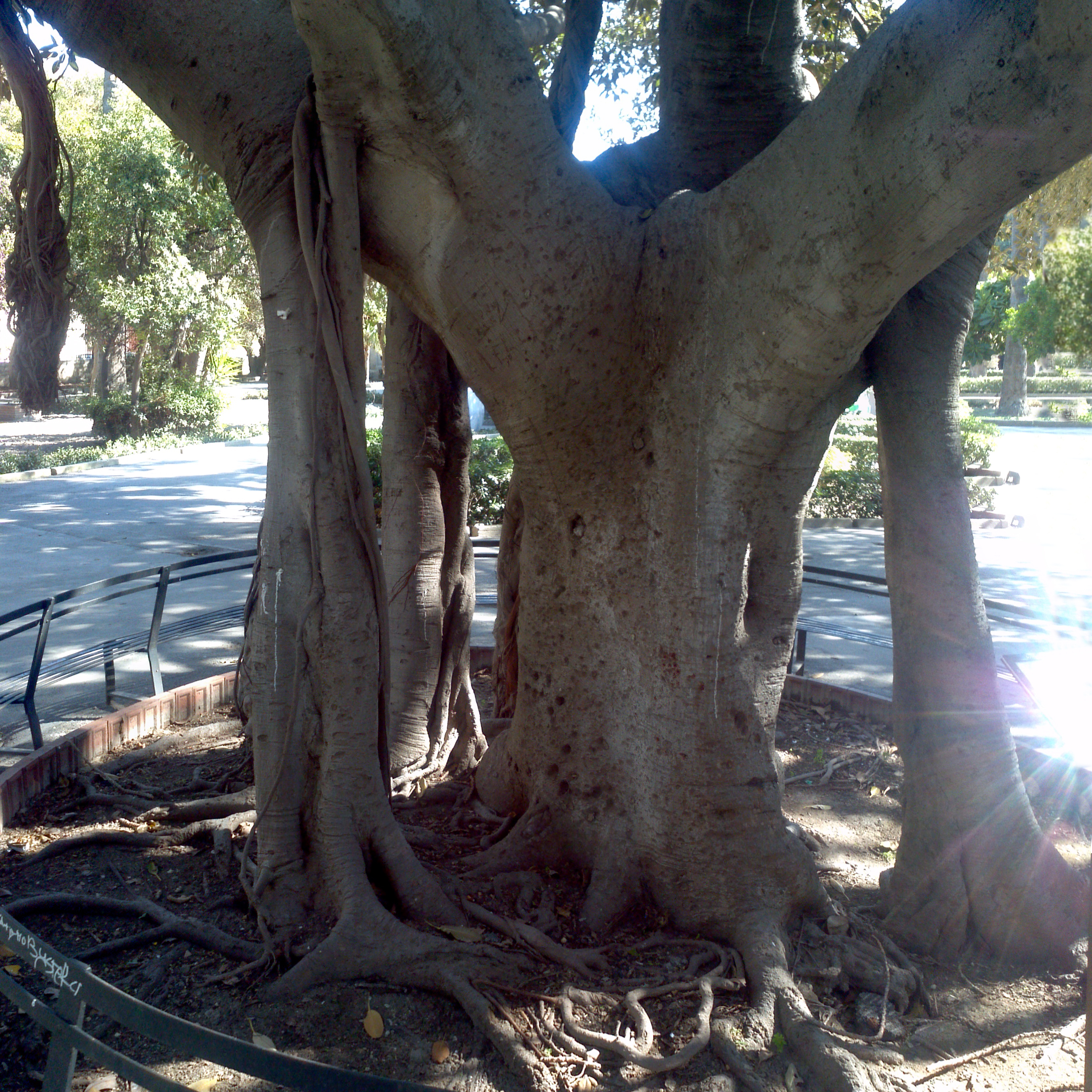
Stamm und Luftwurzeln eines Großblättrigen Feigenbaums, Kronendurchmesser ca. 50 m, Höhe ca. 40 m

Im Park befinden sich viele alte, seltene Pflanzen, die von der Gemeinde bestens gepflegt werden. So gibt es beispielsweise genau im Zentrum, gruppiert um einen freien Platz vier große Großblättrige Feigenbäume, deren Kronen von der einen zur anderen Seite des gesamten Parkes reichen, ihre Kronendurchmesser demnach 50 m haben. Der zentrale freie Platz wird ganz von Ästen dieser vier Bäume bekrönt. Diese Bäume waren bei ihrer Anpflanzung sehr beliebt und bereits seit den frühen 1800er Jahren in Palermo kultiviert.
Am Südende des Parkes ist ein Freilufttheater, das bis zu 2500 Menschen Platz bietet. Ebenfalls im hinteren Teil des Parks befinden sich fünf in die Bepflanzung einbezogene Säulen, die zum Teatro Garibaldi gehörten, das im Zweiten Weltkrieg zerstört wurde. An vielen Stellen im Park befinden sich Marmorbüsten, die an bekannte Persönlichkeiten der Stadt erinnern. Neben der Flora beherbergt der Park auch eine reiche Vogelschar, die nur zum Teil in Volieren gehalten werden.